# دانيل كوفاتش
دانيل كوفاتش (بالمجرية: Kovács Dániel)‏ هو لاعب كرة قدم مجري، ولد في 16 يونيو 1990 في بيكيسكسابا في المجر. شارك مع منتخب المجر تحت 19 سنة لكرة القدم ومنتخب المجر تحت 21 سنة لكرة القدم. أما مع النوادي، فقد لعب مع نادي أويبست ونادي بكسكابا 1912 إلوره.

## وصلات خارجية
- دانيل كوفاتش على موقع قاعدة بيانات كرة القدم.إي يو (الإنجليزية)
- دانيل كوفاتش على موقع عالم كرة القدم.نت (الإنجليزية)